# Małozacharyne
Małozacharyne (ukr. Малозахарине) – wieś na Ukrainie, w obwodzie dniepropetrowskim, w rejonie kamjańskim, w hromadzie Sołone. W 2001 liczyła 301 mieszkańców.